# Joaquim Agostinho
Pour le footballeur, voir Joaquim Agostinho (football).
Joaquim Agostinho, né le 7 avril 1943 à Silveira, Torres Vedras (Estrémadure) et mort le 10 mai 1984 à Lisbonne, est un coureur cycliste portugais. Il est considéré comme l'un des meilleurs coureurs portugais de l'Histoire.

## Biographie

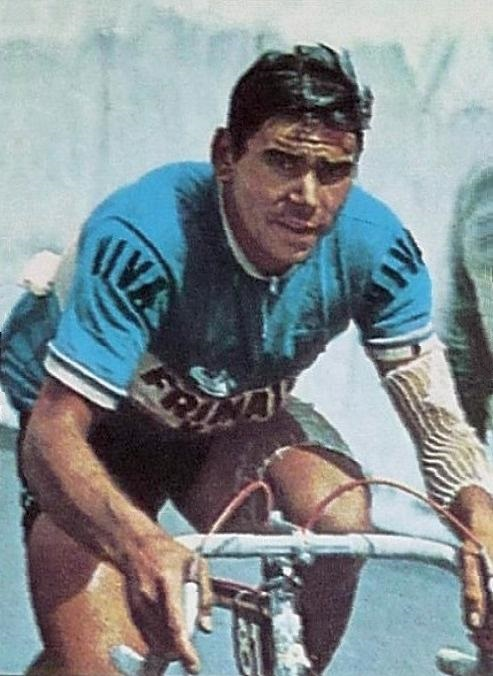
Joaquim Agostinho en 1971.

Avant de commencer le cyclisme, il travaille comme agriculteur. En 1966, il rejoint le Sporting Clube Portugal puis participe à la guerre d'indépendance du Mozambique.
Découvert par le « Vicomte » Jean de Gribaldy en 1968 après avoir surclassé ses concurrents lors du Tour de São Paulo, il s'illustra également dans les grandes courses à étapes (Tour de France et Tour d'Espagne) en remportant 7 étapes et en terminant plusieurs fois sur le podium final (2 fois 3e du Tour de France et 2e du Tour d'Espagne). Il est déclassé à quatre reprises pour contrôle positif : sur le Tour du Portugal en 1969 et 1973, et sur le Tour de France en  1972 et en 1977.
En 1969, pour son premier Tour de France, il remporte deux étapes. 
Lors du Tour de France 1970, dans l'étape qui mène à Mulhouse, le Danois Mogens Frey est échappé. Après la descente du col de la Schlucht, il est rejoint par son équipier Joaquim Agostinho. Alors qu'il reste une cinquantaine de kilomètres à parcourir, Frey, épuisé, demande à son équipier de rouler jusqu’à l’arrivée. À l'approche de la ligne d'arrivée, Agostinho s’imagine que son équipier va lui laisser la victoire d'étape. Mais le Danois attaque, le Portugais l’enferme contre les barrières et est déclassé.
Vainqueur d'une étape en contre-la-montre sur le Tour de France 1973, il est déclassé d'une victoire lors du Tour de France 1977 pour un contrôle positif. Il termine deux années de suite troisième du Tour de France en 1978 et 1979. Cette année-là, il remporte une des deux étapes de l'Alpe d'Huez. Il est le seul Portugais à terminer sur le podium sur cette course. Lors du Tour de France 1981, touché moralement après avoir concédé du temps dans les Pyrénées, il abandonne lors de la 18e étape. En retrait du milieu du cyclisme, il fait néanmoins son retour en 1983 et se classe 11e du Tour de France.
Le 29 avril 1984, Joaquim Agostinho, alors doyen des cyclistes professionnels, devient le leader du Tour de l'Algarve en remportant la 4e étape. Le lendemain, il est victime d'une chute à 300 mètres de la ligne d'arrivée après avoir percuté un chien. Il parvient à se relever et franchit la ligne aidé de ses coéquipiers. Cependant, son état de santé empire dans la soirée et il est transporté d'urgence en ambulance vers la capitale, faute de moyens médicaux à l'hôpital de Faro. Victime d'une fracture du crâne, il meurt 10 jours plus tard à l'hôpital CUF de Lisbonne.

## Postérité

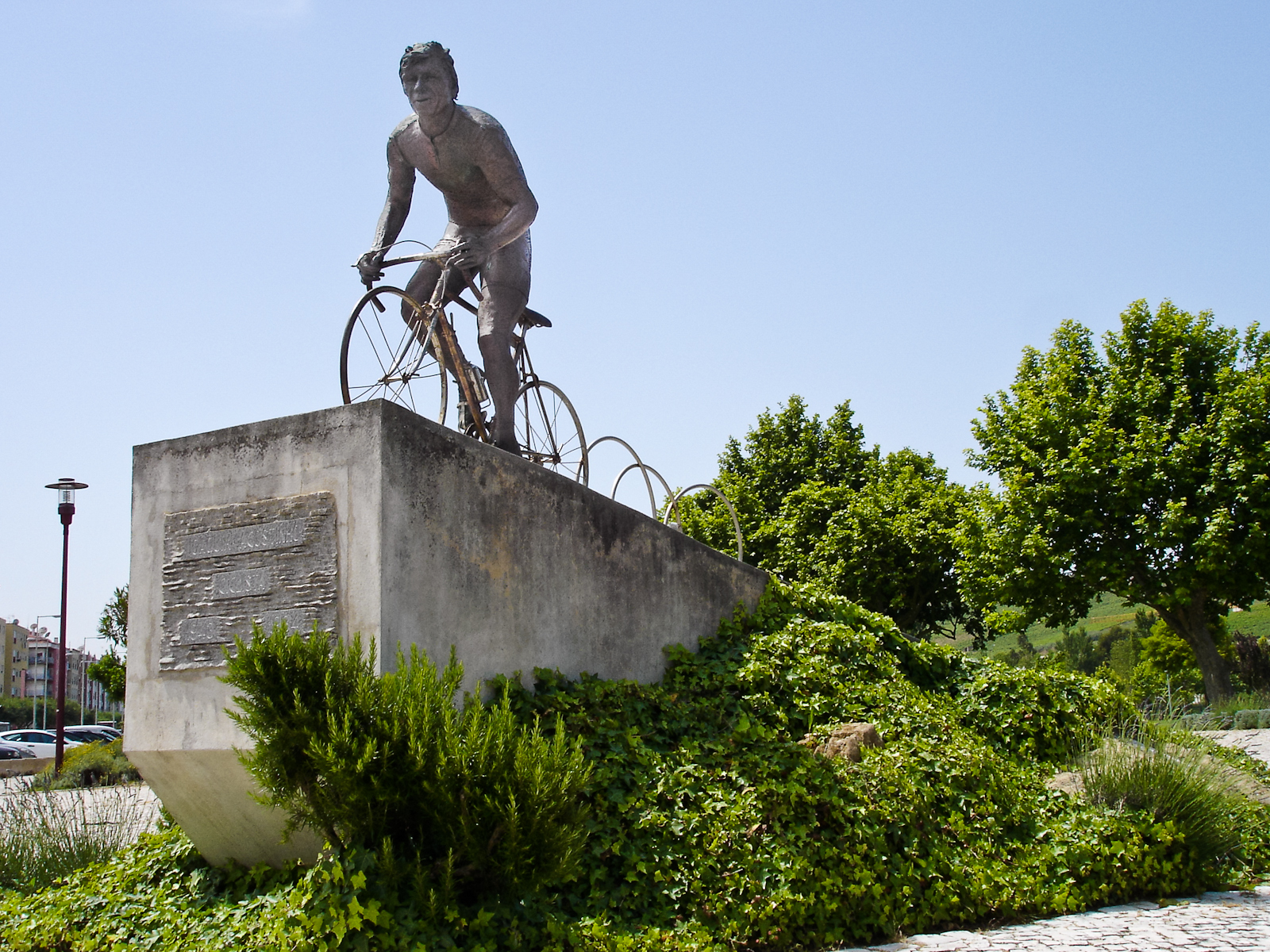
Le Memorial Joaquim Agostinho à Torres Vedras.

Le Grand Prix de Ciclismo de Torres Vedras, épreuve portugaise organisée depuis 1978 s'appelle désormais le Trophée Joaquim Agostinho.

## Palmarès

### Palmarès par années
- 1968
  -  Champion du Portugal sur route
  -  Champion du Portugal du contre-la-montre
  -  Champion du Portugal du contre-la-montre par équipes
  - 2ea étape du Tour du Portugal (contre-la-montre par équipes)
  - 3ea étape du Grand Prix du Portugal
  - Tour de São Paulo :
    - Classement général
    - 8ea et 15e étapes

  - 2e du Grand Prix du Portugal 
  - 2e du Grande Prémio do Sul
  - 2e du Grand Prix de Porto
  - 2e du Tour du Portugal
  - 2e du championnat du Portugal de la montagne
- 1969
  -  Champion du Portugal sur route
  -  Champion du Portugal du contre-la-montre
  - 3e étape du Grand Prix de Porto
  - GP de Riopele :
    - Classement général
    - 4ea étape

  -  18eb étape du Tour du Portugal (contre-la-montre)
  - 4eb étape du Tour de Luxembourg (contre-la-montre)
  - 5e et 14e étapes du Tour de France
  - Grand Prix Robbialac :
    - Classement général
    - 1re et 2e étapes

  - Trophée Baracchi (avec Herman Van Springel)
  - 5e du Grand Prix des Nations
  - 8e du Tour de France
- 1970
  -  Champion du Portugal sur route
  -  Champion du Portugal du contre-la-montre
  - 1rea étape de la Semaine catalane
  - Tour du Portugal :
    - Classement général
    - 8ea, 14ea, 14eb (contre-la-montre) et 16eb (contre-la-montre) étapes

  - 3e de la course de côte du Puy de Dome
  - 3e de l'Escalade de Montjuïc
- 1971
  -  Champion du Portugal sur route
  -  Champion du Portugal du contre-la-montre
  -  Champion du Portugal de poursuite sur piste
  - Tour du Portugal :
    - Classement général
    - 1re, 2ea, 4eb, 7eb, 11ea, 12e, 13ea et 16eb étapes

  - Grand Prix de Sintra :
    - Classement général
    - 1rea et 1reb (contre-la-montre) étapes

  - 3e de Porto-Lisbonne
  - 3e d'À travers Lausanne
  - 5e du Tour de France
- 1972
  -  Champion du Portugal sur route
  -  Champion du Portugal du contre-la-montre
  - 1rea et 1reb étapes du GP Torres - Vedras
  - 2eb (contre-la-montre) et 8eb (contre-la-montre) étapes du Tour de Suisse
  - Tour du Portugal :
    - Classement général
    - 5eb, 7eb, 10e et 15eb étapes (contre-la-montre)

  - Grand Prix de Sintra :
    - Classement général
    - 2e étape

  - 5e du Tour de Suisse
  - 8e du Tour de France
- 1973
  -  Champion du Portugal sur route
  -  Champion du Portugal du contre-la-montre
  - Prologue du Critérium du Dauphiné libéré (contre-la-montre par équipes)
  - 16eb étape du Tour de France (contre-la-montre)
  - Tour du Portugal :
    - Classement général
    - Prologue, 3eb, 5e, 9ea, 10e, 11eb et 14eb étapes

  - 3e du Circuit de Malveira
  - 5e du Grand Prix du Midi Libre
  - 6e du Tour d'Espagne
  - 8e du Tour de France
- 1974
  - 14e et 19eb (contre-la-montre) étapes du Tour d'Espagne
  - Course de côte d'Allevard (contre-la-montre)
  - 2e du Tour d'Espagne
  - 3e de la Semaine catalane
  - 6e du Tour de France
  - 8e du Grand Prix du Midi Libre
- 1975
  - Grande Prémio Clock :
    - Classement général
    - 5eb (contre-la-montre), 7eb et 8e étapes

  - 3e du Tour de l'Aude
- 1976
  - 6e étape du Tour d'Espagne (contre-la-montre)
  - 3e du Tour du Levant
  - 3e du Tour du Pays basque
  - 3e de l'Escalade de Montjuïc
  - 6e de la Semaine catalane
  - 7e du Tour d'Espagne
- 1977
  - 3ea et 3eb (contre-la-montre) étapes du Tour des vallées minières
  - 18e étape du Tour de France
  - 4e du Critérium du Dauphiné libéré
- 1978
  - 3e du Tour de Corse
  - 3e du Tour de France
- 1979
  - 2e étape du Grand Prix du Midi libre
  - 17e étape du Tour de France
  - 2e du Grand Prix du Midi libre
  - 3e du Tour de France
  - 6e du Critérium du Dauphiné libéré
- 1980
  - 2e du Grand Prix du Midi libre
  - 3e du Tour de Corse
  - 3e des Quatre Jours de Dunkerque
  - 3e de Bordeaux-Paris
  - 3e du Critérium du Dauphiné libéré
  - 5e du Tour de France
  - 7e du Super Prestige Pernod
- 1981
  - 2e du Critérium du Dauphiné libéré
  - 5e du Tour de Romandie
- 1984
  - 4e étape du Tour de l'Algarve

### Résultats dans les grands tours

#### Tour de France
13 participations

Joaquim Agostinho fait partie des coureurs ayant remporté au moins deux étapes du Tour de France sur plus de dix années.
- 1969 : 8e, vainqueur des 5e et 14e étapes
- 1970 : 14e
- 1971 : 5e
- 1972 : 8e
- 1973 : 8e, vainqueur de la 16eb étape (contre-la-montre)
- 1974 : 6e
- 1975 : 15e
- 1977 : 13e
- 1978 : 3e
- 1979 : 3e, vainqueur de la 17e étape
- 1980 : 5e
- 1981 : abandon (18e étape)
- 1983 : 11e

#### Tour d'Espagne
5 participations
- 1972 : abandon (8e étape)
- 1973 : 6e
- 1974 : 2e, vainqueur des 14e et 19eb (contre-la-montre) étapes
- 1976 : 7e, vainqueur de la 6e étape (contre-la-montre),  maillot jaune pendant 5 jours
- 1977 : 15e

#### Tour d'Italie
1 participation 
- 1976 : abandon (13e étape)

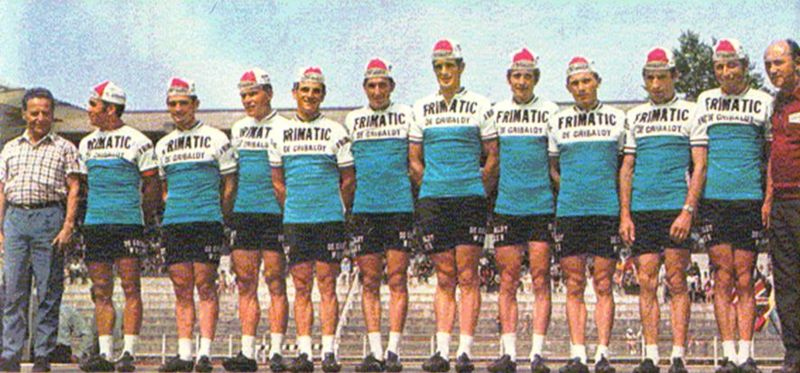
1969 : Équipe Frimatic-Viva-de Gribaldy, Jean de Gribaldy avec à sa gauche Joaquim Agostinho.
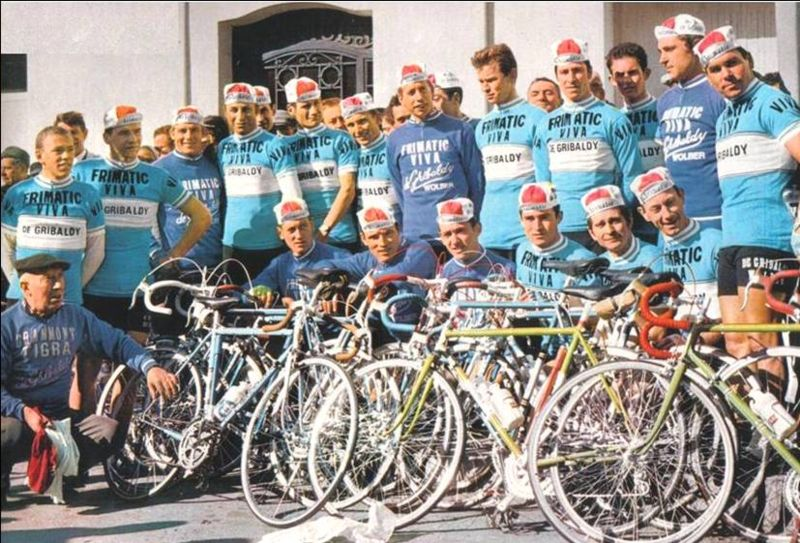
1969 : Équipe Frimatic-Viva-de Gribaldy, avec Joaquim Agostinho à droite.